# ハイスラー式蒸気機関車

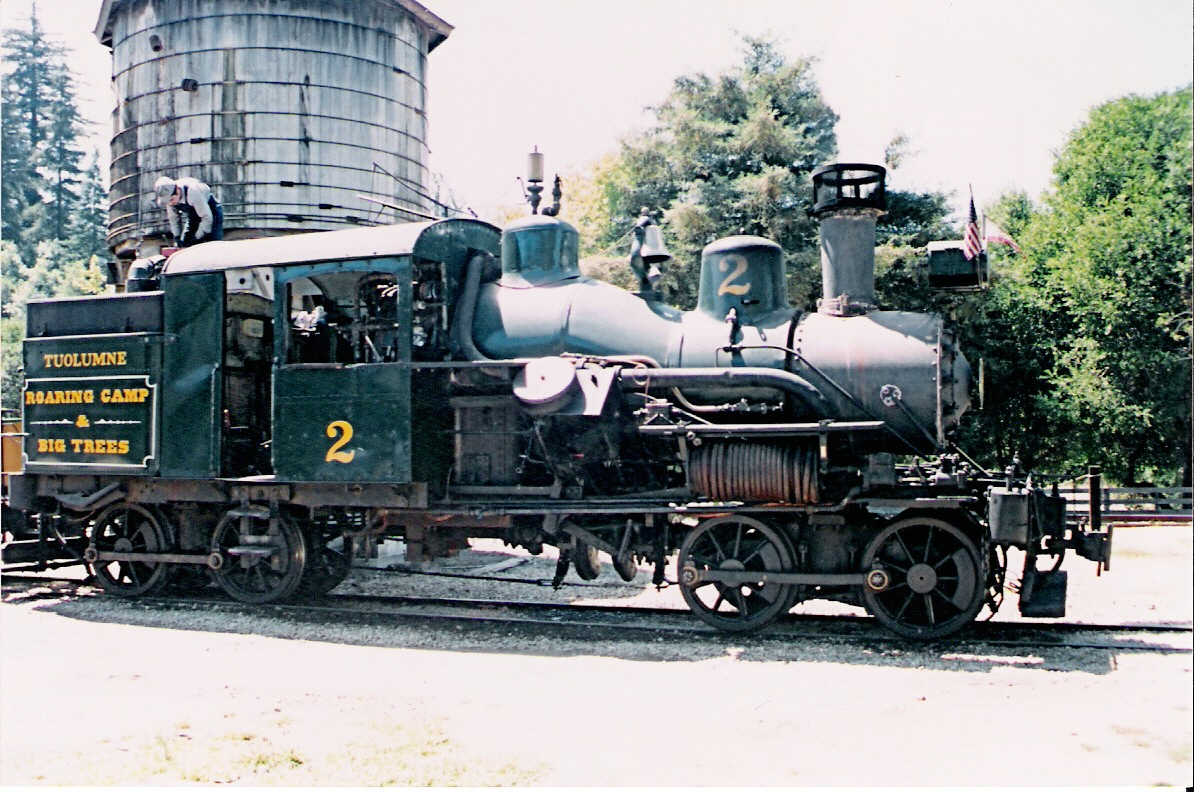
ハイスラー式蒸気機関車

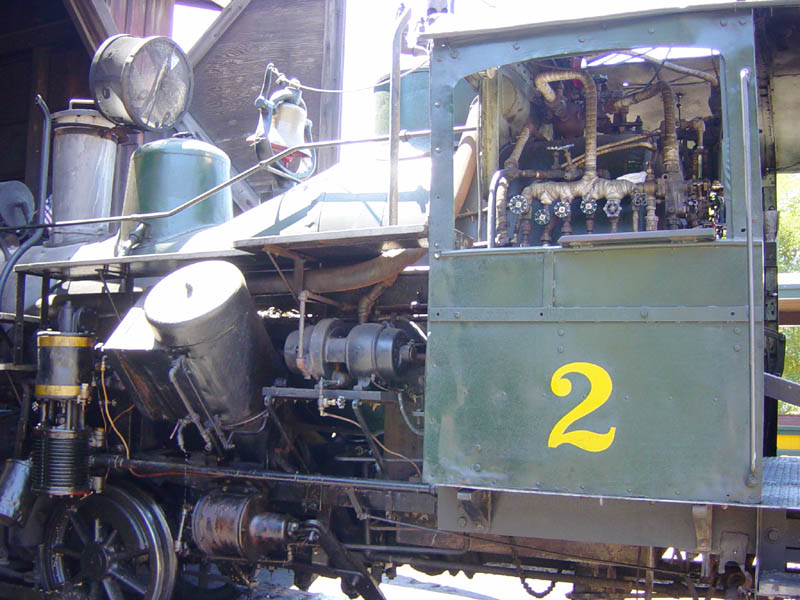
ハイスラーの構造

ハイスラー式蒸気機関車（ハイスラーしき じょうききかんしゃ、Heisler locomotive）は、歯車式機関車の主要な3形式の中で最後の型である。1892年にチャールズハイスラーが特許を取得して、1891年に試作車を製造した。 クライマックス式蒸気機関車よりも幾分小型のハイスラーの設計は2基のシリンダーが45度の傾斜角のV型2気筒の構成が特徴である。出力は長手方向の伝達軸が大枠の中央にあり、前後の台車の外側の車軸の覆われた傘歯車に伝達する。それぞれの台車の内側の車軸は外部の主連棒を介して外側の車輪と連動する。
1897年、ハイスラーは3台車式の機関車の特許を取得した。  クラスCのシェイ式蒸気機関車は炭水車の3番目の台車を駆動する。シェイとは異なり、ハイスラーの設計では1本の連続した直線の伝達軸で伝達しない。代わりに炭水車の台車は機関車の台車から傘歯車を介して接続された。この特許は同様に4気筒'vee four'シリンダーの仕様も網羅していた。
ハイスラーは歯車式機関車の設計で最も速く、製造会社の主張によればそれでも尚、低速での牽引能力は同じであるとされた。

## 製造会社
ハイスラーは当時、製材業者向けに(Dunkirkと呼ばれた)独自設計の歯車式蒸気機関車を生産していたニューヨーク州のダンカークのダンカークエンジニアリング(Dunkirk Engineering)がハイスラーは改良できると考えた。彼らはハイスラーの設計を採用しなかったが、1894年にペンシルベニア州エリーのスティームマニュファクチュアリング社(Stearns Manufacturing)が製造を開始して1904年まで生産した。1907年にハイスラー ロコモーティブワークスに改組されハイスラーの設計の機関車を1941年まで生産した。
ニュージーランドのA & G Priceは1943年に製材業を営むOgilvie and Coからハイスラーの発注を受けたが、ハイスラーの生産は1941年に終了していたので出来なかった。その結果、1944年のメーカーの148号が最後のハイスラーの設計の機関車になった。

## 派生型
ハイスラーは大半が2或いは3台車式で大きさは17から95米トンだった。単線の狭軌のハイスラーがミルウォーキー州レイクショア ストーン向けに7号機が製造された。

## 利点と欠点
ハイスラー式機関車の歯車はシェイ式蒸気機関車とは異なり、台枠の内側で保護されていた。しかしながら、ハイスラーの伝達軸は台枠の中心に位置したので火室の空間が制限され、この理由によりA & G Priceが彼らのハイスラーを1943年に製造した時、彼らは木材の燃焼と伝達軸に対応する問題を低減するためにベルペア式火室を採用した。

## 追加資料
- Anonymous, The Heisler Locomotive, 1891-1941, published by Benjamin F. G. Kline, Jr., 1982. ISBN 978-1112833410
- Kozo Hiraoka (1986年). Building the Heisler. Wildwood Publications. ISBN 9780914104094